# Buildering

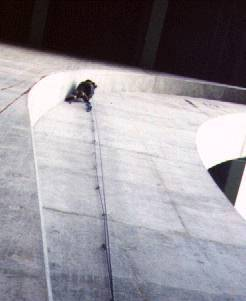
Il buildering sul ponte Doran

Il buildering (anche conosciuto come urban climbing o grimpe urbaine) è l'attività di arrampicata sull'esterno di edifici ed altre strutture artificiali urbane. Se alla scalata viene accompagnata la documentazione fotografica, prende il nome di roofing.

## Terminologia
Il buildering viene spesso chiamato erroneamente street boulder.  Il termine è stato coniato fondendo la parola building (in italiano edificio) con il termine sportivo bouldering. Se praticato senza corde o adeguata protezione a troppa distanza dal suolo, può essere molto pericoloso.
Ad esso si affianca il night climbing, una particolare branca del buildering,  praticata da molti anni presso le università di Oxford e Cambridge in Inghilterra ed altrove. Il night climbing, distinto dal buildering, è praticato da studenti universitari con il favore dell'oscurità. Il termine "night climbing" ha sostituito il precedente termine "roof climbing".

## Storia
Nel 1895, il grande alpinista inglese Geoffrey Winthrop Young iniziò ad arrampicarsi sui tetti della Cambridge University in Inghilterra. Altri studenti avevano già incominciato ad arrampicarsi su strutture architettoniche universitarie, tuttavia Young fu il primo a documentare tale attività. Egli scrisse e pubblicò una guida buildering al Trinity College.
Negli anni tra il 1980 ed il 1990, Dan Goodwin, anche noto come SpiderDan o Skyscraperman, a sostegno dell'attività di antincendio e soccorso su alti edifici , ha scalato molti dei palazzi ed edifici più alti del mondo, incluse la Sears Tower, il John Hancock Center, la North Tower del World Trade Center, il Parque Central Complex a Caracas, Venezuela e la CN Tower in Toronto, Canada

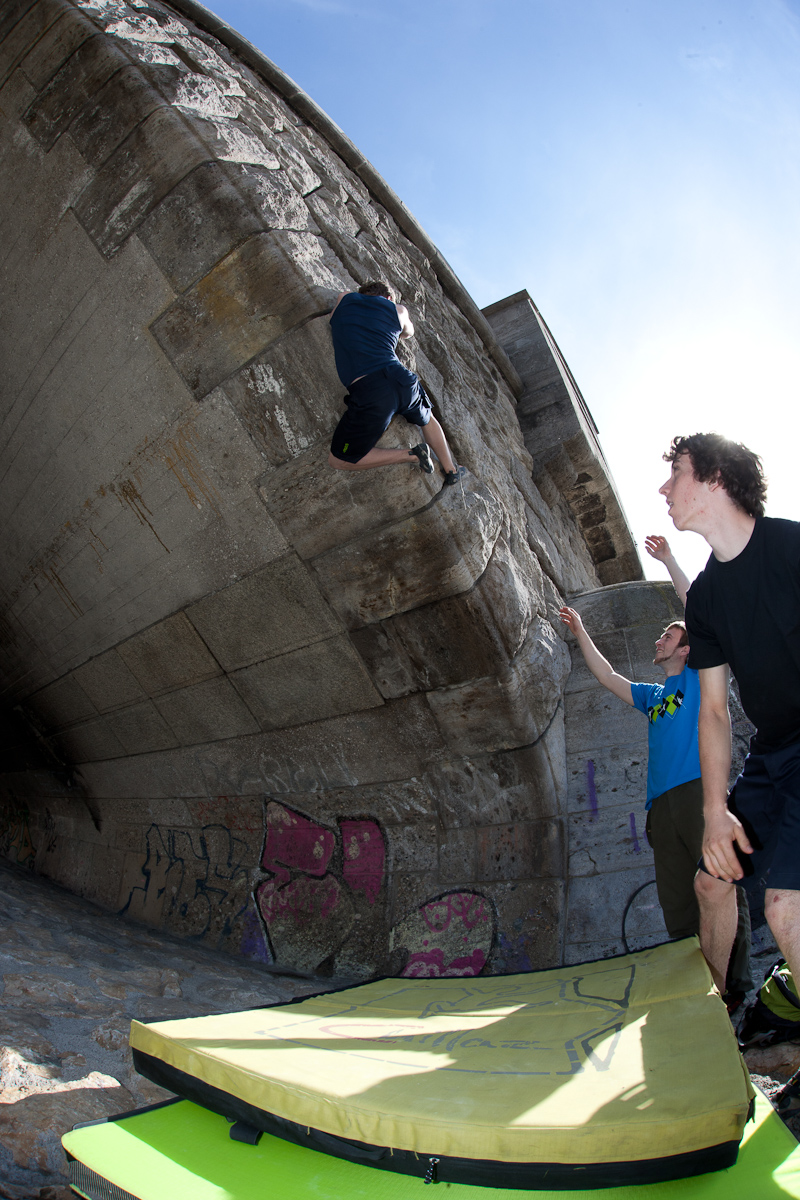
Buildering con l'ausilio dei crashpads

L'interesse mediatico per il buildering cresce di anno in anno, e nel 2006 hanno avuto luogo i primi campionati mondiali di buildering a Colonia, in Germania.  Il precedente ed attuale campione è il tedesco Christian Benk proveniente da Isny in Allgäu.
In Italia,  la Street Boulder Contest è diventata un evento famoso ed apprezzato, sostenuto ed anche finanziato dalla comunità assieme a famosi marchi di prodotti outdoor. Nell'intento di dare a questa attività sportiva una struttura formale e presentarsi quali organizzatori, alcuni builderers italiani hanno infatti fondato nel 2009 la Boulder Street Association

## Danni
Nel 2015 durante un tentativo di buildering è stato danneggiato lo storico Palazzo dei Diamanti di Ferrara.